# امیر نظام‌الدین قنبر جهانشاهی
امیر نظام‌الدین حاجی قنبر جهان‌شاهی یکی از حاکمان یزد در سده نهم قمری بود که پس از پیروزی جهانشاه قراقویونلو و تصرف آذربایجان، بغداد و نواحی عراق عجم در سال ۸۶۱ قمری به حکومت یزد رسید.

## خدمات
از سازندگی های حاجی قنبر جهانشاهی در شهر یزد می توان به مرمت مسجد جامع یزد و نگاشتن القاب جهانشاه قراقویونلو به خط مولانا شمس الدین محمدشاه خطاط بر روی کاشی و نصب آن بر سردر مسجد جامع، بازسازی قلعه میبد و ساخت بازار حاجی قنبر در میان تکیه امیرچقماق که بازار امیرچقماق نیز خوانده می شود اشاره نمود. 
از دیگر خدمات او اصلاح چگونگی اخذ مالیات است که به تفضیل بر روی کتیبه ای منصوب بر در ورودی شبستان شرقی مسجد جامع یزد نگاشته شده است.